# 趙雲子龍 (プロレスラー)
趙雲子龍（ちょううんしりゅう、1978年11月21日 - ）は、日本で活動しているプロレスラー。

## 経歴
2004年、北京学院大学のプロレス研究会からの留学生として日本に登場。
2006年1月1日、所属している新北京プロレスの現場監督に就任。
2007年3月11日、DDTプロレスリング北沢タウンホール大会でDDTの4ブランド対抗戦に勝利して神龍（シェンロン）に「新北京プロレスの日本公演」を頼み日本公演の開催が決定。6月6日、新木場1stRINGで新北京プロレスの日本公演「新北京プロレス Japan Tour 2007」を開催。ゴングの代わりに銅鑼が使用されてカウントも中国語で数えられるなどセットや衣装まですべて中国から直輸入された。
しかし、実際の生まれ育ちは青山1丁目で日本大学文理学部地理学科を卒業して同大学院を中退しており、学生プロレスでマン・ツィンポーの名で活動していたという説もあるが判然としない。また、STYLE-Eに参戦しているさい趙雲彰俊（さいちょううんあきとし）、ガッツワールドプロレスリングに参戦している梁 和平（リャン・ウーピン）、ダイヤモンド・リングに参戦しているなまずマンとの関係も指摘されているが、これも定かではない。
マッスルでは毎回、これらの件や「明治記念館ラウンジ金鶏でアルバイト（時給1200円）しているのではないか」との疑惑をネタにされて大いに動揺して崩れ落ちている。また、マッスルの演出の中でギミック禁止、ないしギミックの変更がなされた際には大吉 昌（おおよし まさし）の日本名で呼ばれているが本名であるかは定かではない。DVD「マッスルヒストリーvol.6」の特典映像「マッスル坂井手作りチョコプレゼント」でも自宅が出た際に藤波辰爾と武藤敬司のサイン入り色紙に「大吉」の名が記されていた。DDTプロレスリングで「矢郷良明は人間か。マミー化したのか」で争っている中澤マイケルとの最終決戦の煽りVTRでも「大吉昌」の名が出ていた。

## 得意技
チャイニーズゴリースペシャル
ゴリースペシャルと同型。
チャイニーズゴリースペシャルボム
チャイニーズリバースゴリースペシャルボム
プロジェクトA
コフィン・ドロップと同型

## 入場曲
- ポリス・ストーリー/香港国際警察のメインテーマ（ジャッキー・チェン）

## タイトル歴
- アイアンマンヘビーメタル級王座
- トライアングルリボン王座
- インターナショナルリボンタッグ王座
- 大中華統一四川流無差別級王座
- 大中華統一中原タッグ王座
- BKF無差別級王座
- GWC認定6人タッグ王座
- アジアドリームタッグ王座
- 日本インディー大賞（特別賞）
- HEAT-UPユニバーサルタッグ王座

## エピソード
- 顔がお笑いコンビ・ザブングルの加藤歩に似ているとよく言われるが本人は愛新覚羅溥儀、愛新覚羅溥傑、甘粕正彦（満映理事長）に似ていると自負しており、独特の丸い眼鏡（伊達メガネ）を愛用している。
- 本業は保険関係の仕事に就いており、アイスリボン所属選手の保険を担当している。そのため、2025年6月7日のアイスリボンの興行で、トトロさつきが体調不良で欠場し試合に穴が空いたため、その保険の打ち合わせで会場に行く予定だったという理由で、急遽試合開始3時間前に出場をオファーされ、試合を行っている。